# Piłat i inni
Piłat i inni (niem. Pilatus und andere – Ein Film für Karfreitag) – niemiecki film telewizyjny z 1972 roku w reżyserii Andrzeja Wajdy. Obraz inspirowany był jednym z wątków powieści Michaiła Bułhakowa pt. Mistrz i Małgorzata. Był to ostatni film, w którym wystąpił aktor Jan Kreczmar.

## Realizacja
Reżyser skupił się wyłącznie na wątku jerozolimskim powieści Bułhakowa, pomijając całkowicie wątek moskiewski. Adaptacja nawiązuje do współczesności, a zdjęcia kręcono w RFN w następujących lokacjach:
- na ulicach Frankfurtu nad Menem (Droga Krzyżowa),
- na wysypisku śmieci pod Wiesbaden (Golgota),
- w ruinach dawnej hitlerowskiej Kongreshalle w Norymberdze (pałac Piłata)[1][2].

Niektóre sceny filmu pozostawiono z polskim dialogiem, z użyciem niemieckiego lektora.

## Cenzura
Po nakręceniu film padł ofiarą peerelowskiej cenzury. W 1975 roku w zaleceniach dla cenzorów Główny Urząd Kontroli Prasy, Publikacji i Widowisk zakazał publikowania informacji na temat tego filmu. Tomasz Strzyżewski w swojej książce o cenzurze w PRL cytuje oficjalny tajny dokument urzędu kontroli, podając zakres ingerencji cenzorskich: "Nie należy dopuszczać do publikacji żadnych materiałów, recenzji, omówień i artykułów na temat filmu "Piłat i inni" oraz żądań szerokiego rozpowszechnienia tego filmu. Mogą być zwalniane wyłącznie informacje repertuarowe o fakcie wyświetlenia tego filmu w konkretnym kinie studyjnym. Zalecenie nie dotyczy specjalistycznych pism filmowych, z których należy usuwać jedynie ewentualne żądania szerokiego rozpowszechniania".

## Obsada
- Jan Kreczmar – Piłat z Pontu
- Wojciech Pszoniak – Jeszua Ha-Nocri
- Daniel Olbrychski – Mateusz Lewita
- Andrzej Łapicki – Afraniusz
- Marek Perepeczko – centurion Marek Szczurza Śmierć
- Władysław Sheybal – Kajfasz
- Jerzy Zelnik – Juda z Kiriatu
- Franciszek Pieczka – głos barana pracującego w rzeźni (nie występuje w napisach)